# Sandwich

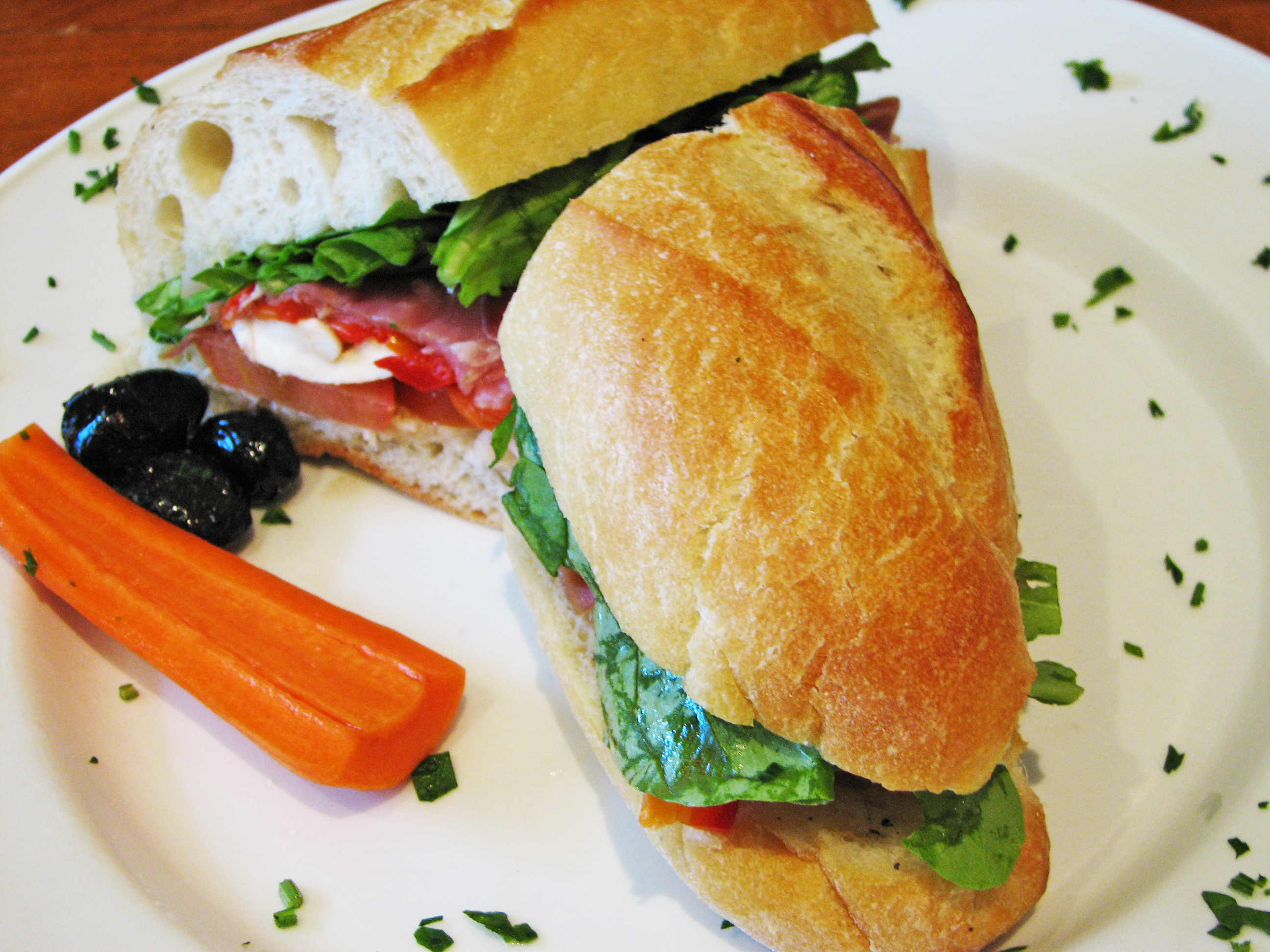
Italian sandwich

Un sandwich è un piccolo panino imbottito preparato con un pane intero di impasto molto morbido aperto orizzontalmente e farcito in vario modo.

## Descrizione
Il sandwich consiste in un panino farcito con molti tipi di ingredienti, come prosciutto, formaggio, salame, tonno, pomodoro, cipolle, insalata e altro.
Può costituire uno spuntino o una merenda.

## Storia
Anche se alcune fonti controverse fanno risalire il sandwich a un diffuso piatto della cucina cinese, il rou jia mo, già attestato nel VII-X secolo d.C., e taluni ingredienti utilizzati addirittura dal III secolo a.C., il prodotto deve il suo nome all'uomo politico britannico del XVIII secolo Lord Sandwich (John Montagu, IV conte di Sandwich) il quale, secondo la tradizione, durante le partite a carte o le gare di golf, si faceva servire al tavolo da gioco o sul campo dei panini per poter mangiare pur continuando a giocare.

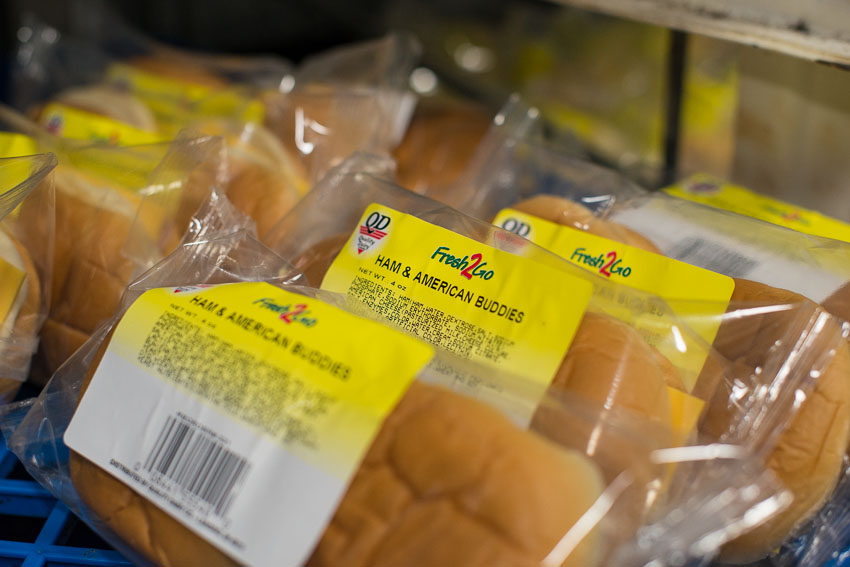
Sandwich pre-confezionati

## Varianti
- Il pane intero può essere sostituito da una doppia fetta di pane in cassetta, ma in questo caso è più usata la denominazione tramezzino[5], traduzione che venne proposta da Gabriele D'Annunzio.
- Più sporadicamente, i sandwich possono essere degli spuntini dolci. In questa categoria rientrano i panini con burro di arachidi statunitensi (peanut butter sandwich)[6] e quelli alla frutta giapponesi (fruit sandwich, フルーツサンド (furūtsusando?)), le cui prime testimonianze risalgono all'Ottocento.[7][8]

## Galleria d'immagini

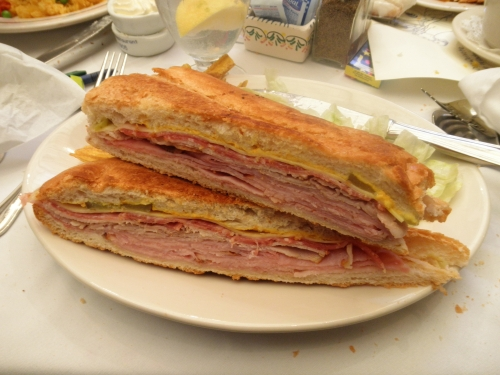
Cuban sandwich
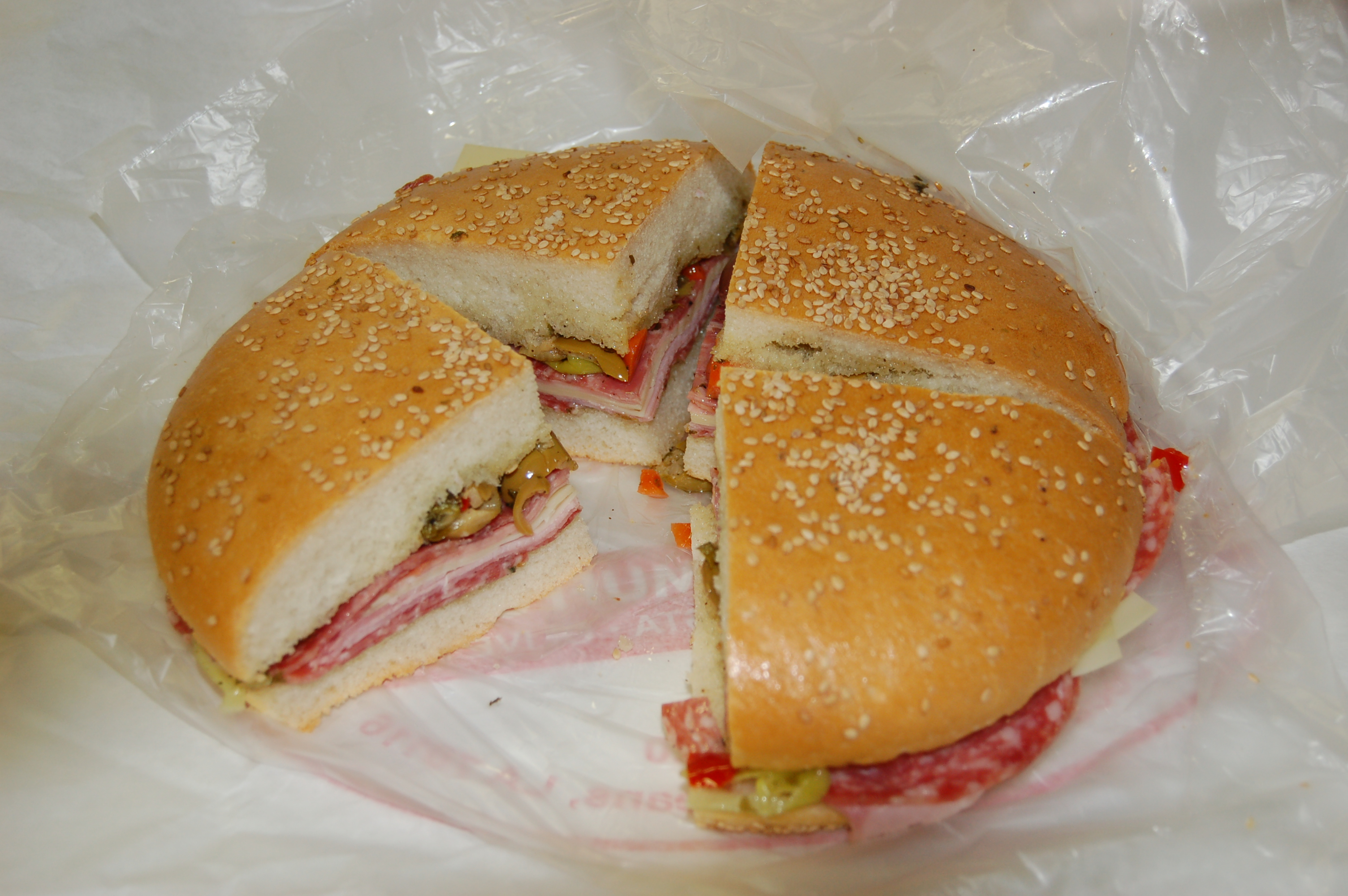
Muffuletta
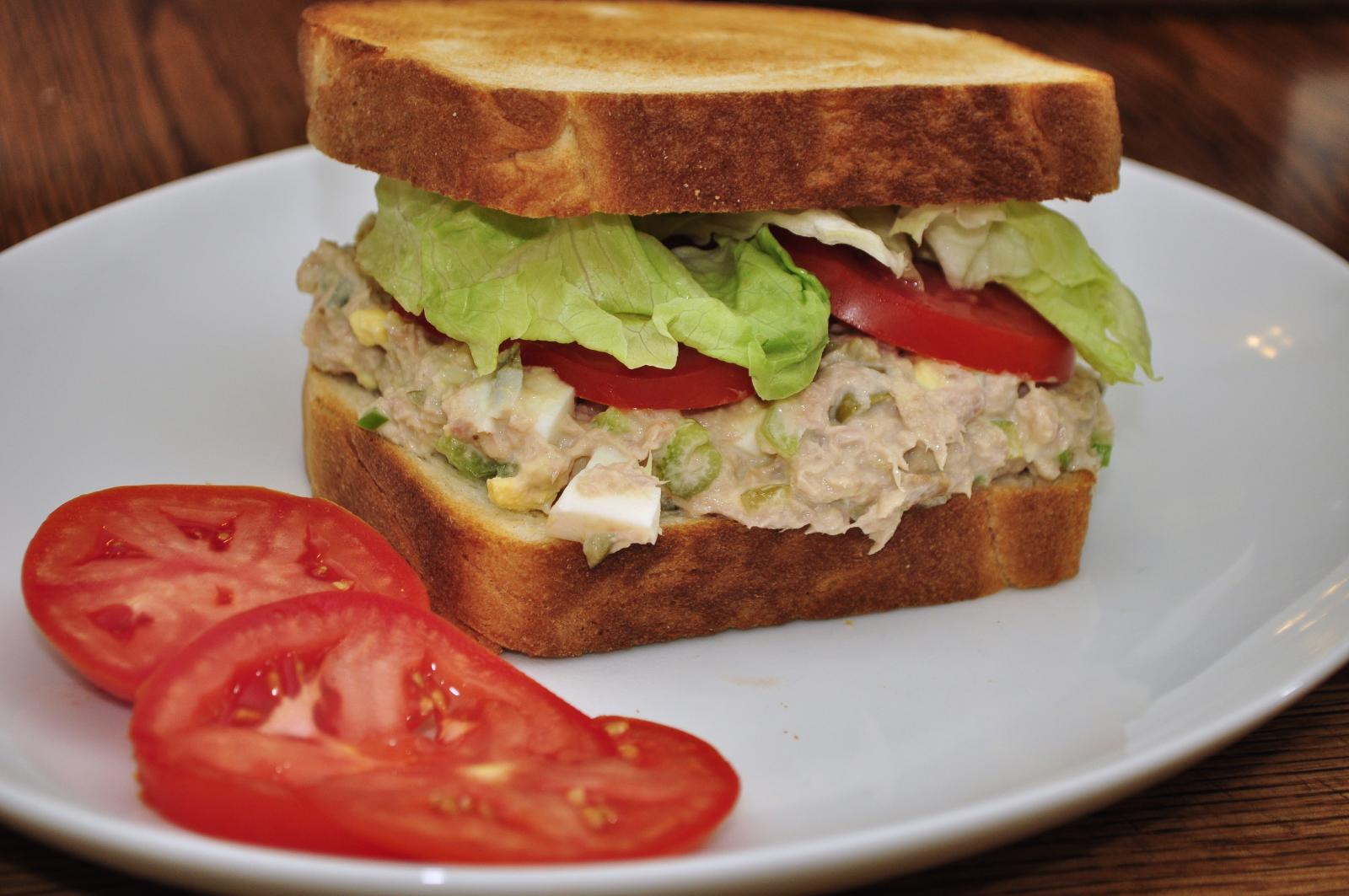
Sandwich al tonno
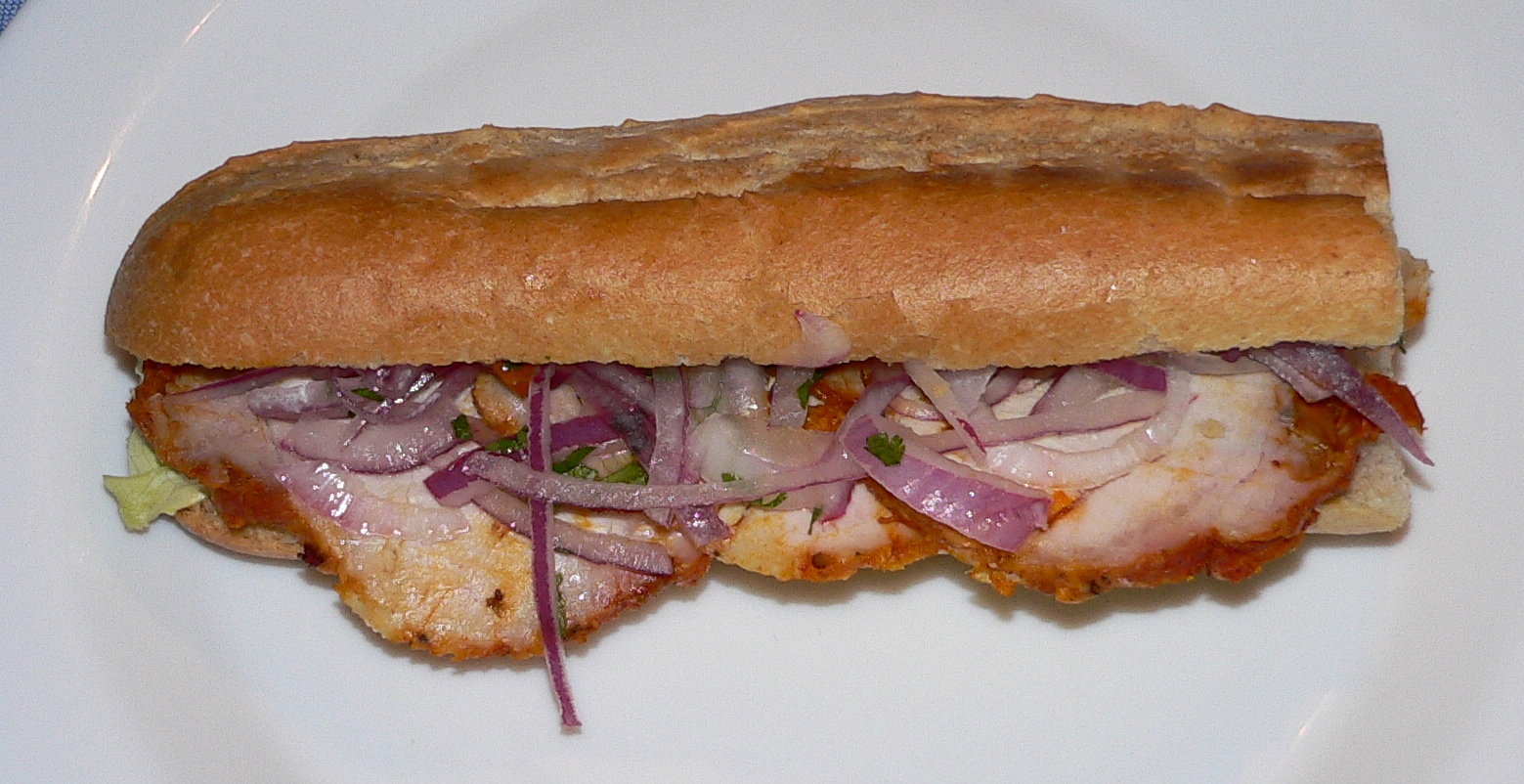
Sándwich Butifarra (Perù)

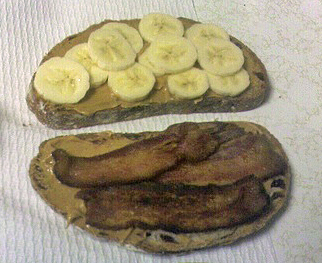
Elvis sandwich
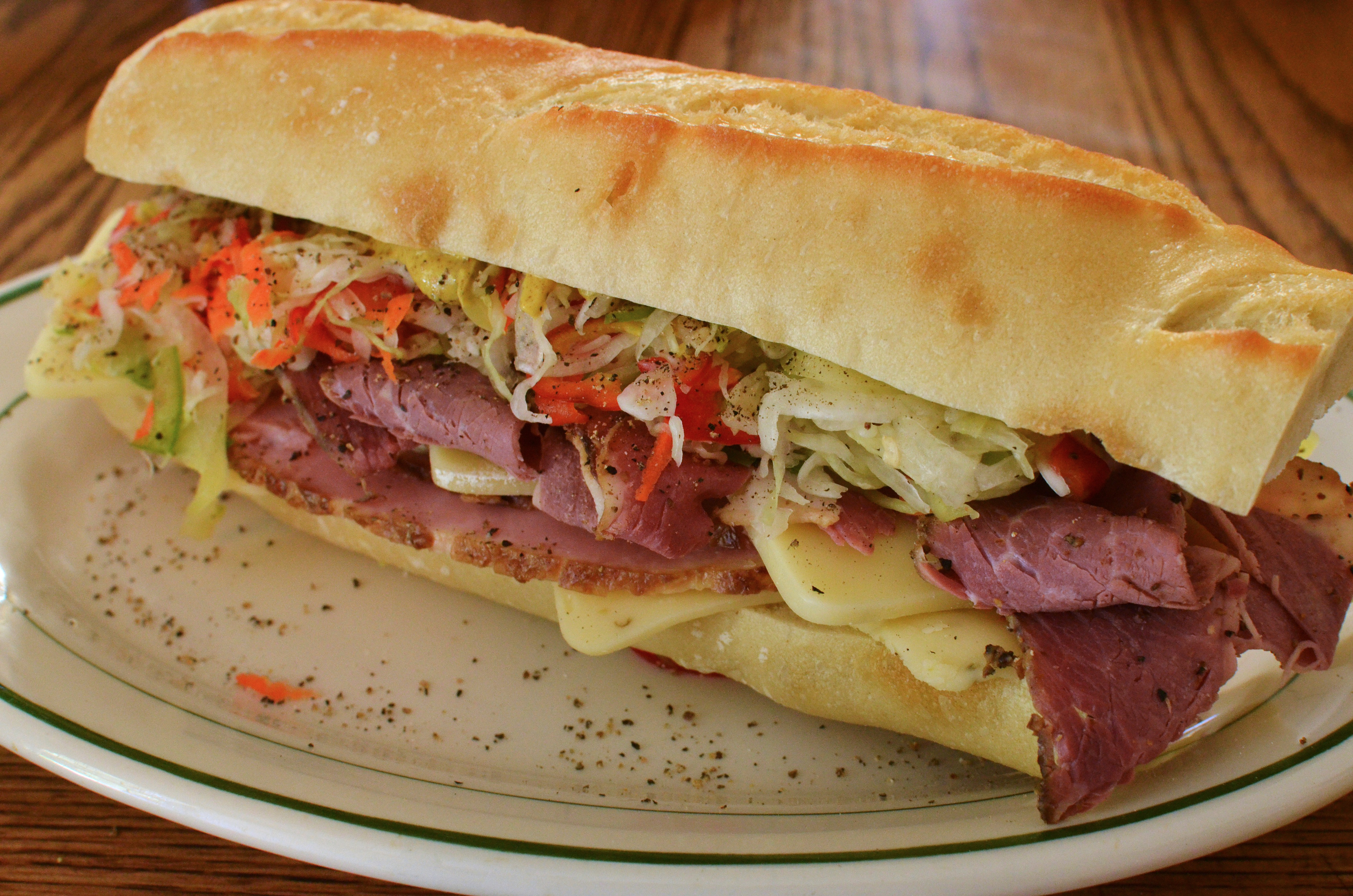
Submarine sandwich
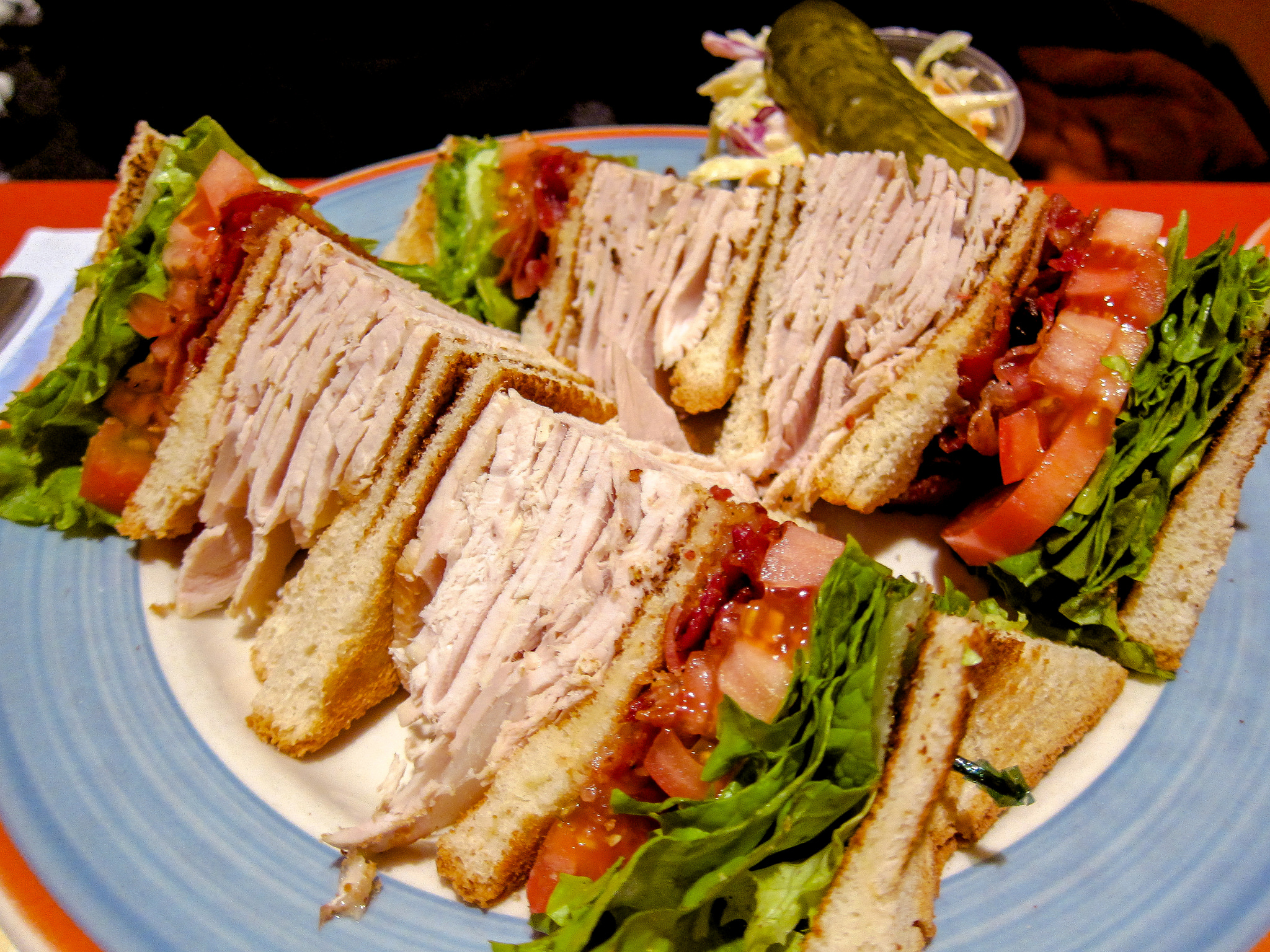
Spiedini contenenti gli ingredienti del club sandwich
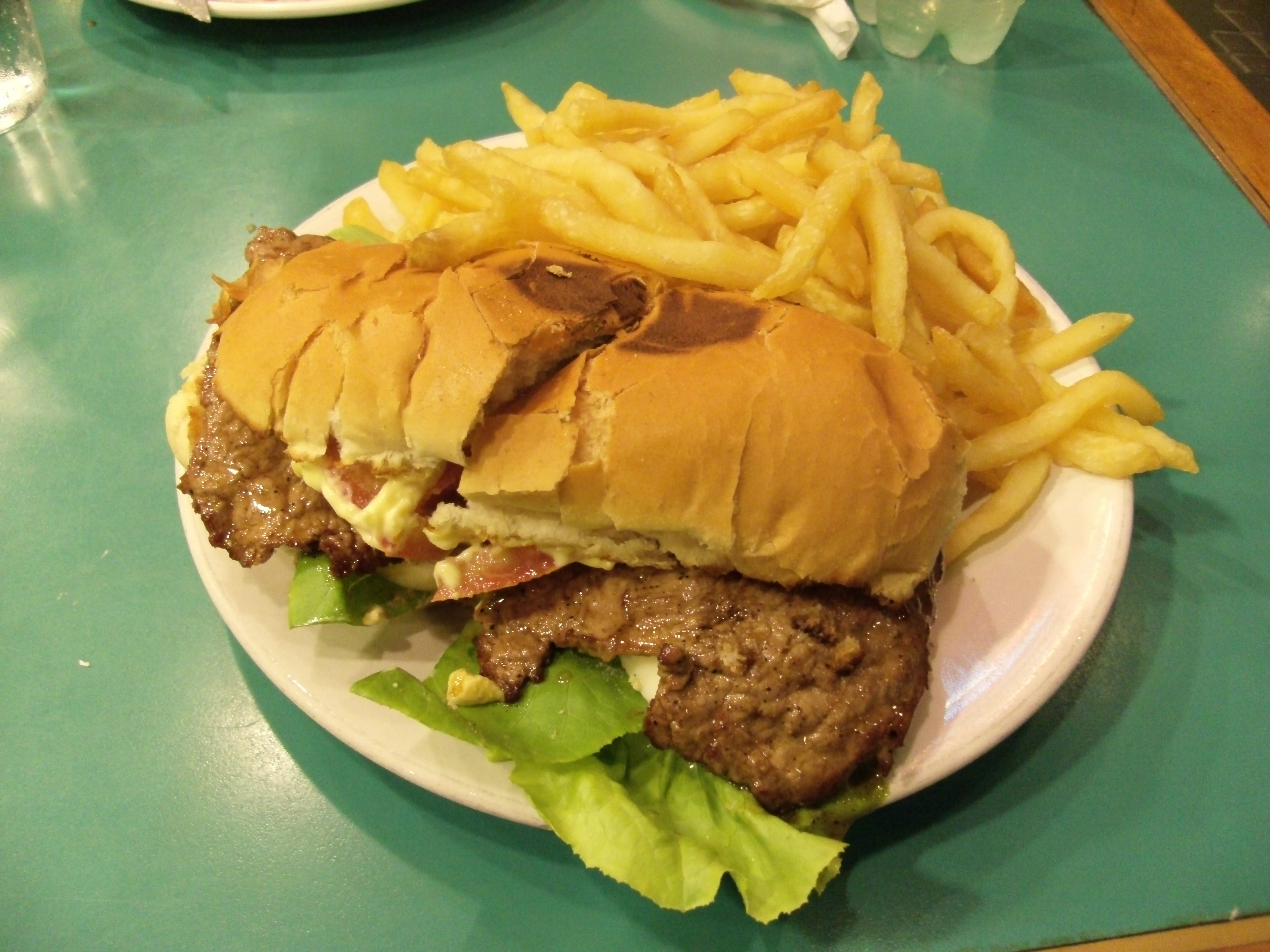
Chivito (Uruguay) con patatine fritte